# Gösta
Gösta är en gammal talspråksform (även använd som smeknamn) av det fornsvenska namnet Gustav.
Det äldsta belägget för namnet i Sverige är från 1482.  
Gösta var ett vanligt namn de första årtiondena på 1900-talet, men har sedan dess varit ovanligt. Den 31 december 2019 fanns det totalt 25 824 personer i Sverige med namnet, varav 4 790 med det som tilltalsnamn.
År 2014 fick 22 pojkar namnet som tilltalsnamn.
Gösta är ett av få mansnamn som slutar på -a (tre andra är Loa, Ola och Noa). Annars är nästan alla svenska namn som slutar på -a kvinnonamn.
Namnsdagen i Sverige för Gösta ligger på den 6 juni. I den finlandssvenska namnsdagslängden har Gösta namnsdag 6 juni sedan 1950.

## Personer med förnamnet Gösta
- Gösta Algeskog, bowlare
- Gösta Andersson (brottare), OS-guld 1948, OS-silver 1952
- Gösta Andersson (längdåkare), vasaloppsvinnare 1944
- Gösta Bagge, partiordförande (H),  statsråd
- Gösta Bengtsson, seglare, OS-guld 1920
- Gösta Bergman, lingvist, språkforskare
- Gösta Bernhard, skådespelare, revyartist och komiker
- Gösta Björling, operasångare, bror till Jussi Björling
- Gösta Blixt,  radioman
- Gösta Bohman, politiker (H), juris kandidat och direktör, partiledare, statsråd
- Gösta Brunnström, diplomat
- Gösta Brännström, friidrottare
- Gösta Carlsson (tävlingscyklist), OS-brons 1928
- Gösta Cederlund, skådespelare
- Gösta Ekman d.y., regissör och skådespelare
- Gösta Ekman d.ä., skådespelare och teaterdirektör
- Gösta Elfving,  landshövding
- Gösta Eriksson, roddare, OS-silver 1956
- Gösta Folke, teaterchef
- Gösta Forssell, röntgenolog
- Gösta Frändfors, brottare, bragdmedaljör
- Gösta Gahm, astronom
- Gösta Gummesson, serieskapare.Tecknade Åsa-Nisse i många år.
- Gösta Gunnarsson, landshövding
- Gösta Gustaf-Janson, författare
- Gösta Gärdin, militär, modern femkampare, OS-brons 1948
- Gösta Holm, lingvist
- Gösta Holmér ("Gösse"), friidrottare, OS-brons 1912
- Gösta Hådell, kompositör
- Gösta Jonsson, dragspelare, saxofonist, kapellmästare
- Gösta Knutsson, radioman, översättare och barnboksförfattare
- Gösta Kjellertz, skådespelare och operasångare
- Gösta Krantz, revy- och filmskådespelare
- Gösta Leandersson, friidrottare
- Gösta Lewenhaupt, greve och företagsledare
- Gösta Malcolm Lilliehöök, militär, modern femkampare, OS-guld 1912
- Gösta Linderholm, sångare, musiker, kompositör och textförfattare
- Gösta Lindh, fotbollsspelare, OS-brons 1952
- Gösta Lundquist, fotograf
- Gösta Lundquist (seglare), OS-guld 1920
- Gösta Lundqvist, konsertmästare
- Gösta Lundqvist, geolog
- Gösta Lundström, biskop
- Gösta Löfgren, fotbollsspelare, OS-brons 1952
- Gösta Malm, väg- och vattenbyggnadsingenjör, statsråd, landshövding
- Gösta Mittag-Leffler, professor i matematik
- Gösta Netzén, journalist, statsråd, landshövding
- Gösta Nordin, travtränare
- Gösta "Snoddas" Nordgren, svensk sångare, flottare och bandyspelare
- Gösta Nystroem, svensk tonsättare och musikrecensent
- Gösta Ollén, svensk journalist
- Gösta Olson, gymnast, OS-guld i lag 1908
- Gösta Oswald, svensk författare
- Gösta Palmcrantz, svensk författare
- Gösta Pettersson, svensk tävlingscyklist, en av Bröderna Fåglum, bragdmedaljör
- Gösta Prüzelius, svensk skådespelare, känd som Reidar i TV-serien Rederiet.
- Gösta Raquette, svensk missionär och universitetslärare
- Gösta Rehn, svensk nationalekonom
- Gösta Rodin, svensk regissör, manusförfattare, filmklippare
- Gösta Rubensson, svensk konstnär
- Gösta Runö, militär pilot, modern femkampare, OS-brons 1920
- Gösta "Knivsta" Sandberg, bandy-, fotbolls- och ishockeyspelare, OS-brons 1952
- Gösta Sandels, svensk målare
- Gösta Skoglund, politiker (S), statsråd
- Gösta Stoltz, svensk schackspelare
- Gösta Svensson, svensk höjdhoppare
- Gösta Söderlund, tidningsman
- Gösta Tamm, statsråd
- Gösta Terserus, svensk skådespelare
- Gösta Törner, gymnast, OS-guld 1920
- Gösta Törner, jazztrumpetare
- Gösta Wallenius, svensk textförfattare, kompositör och kapellmästare
- Gösta Winbergh, svensk operasångare
- Gösta Wrede, svensk teolog
- Gösta Wälivaara, svensk skådespelare, kompositör och jazzmusiker
- Gösta Åsbrink, gymnast och femkampare, OS-guld i laggymnastik 1908, OS-silver i modern femkamp 1912

## Fiktiva personer med förnamnet Gösta
- Gösta Berling, huvudperson i Selma Lagerlöfs roman Gösta Berlings saga från 1891.
- Gösta var pseudonym för visdiktaren Gustaf Ulrik Schönberg, som gav ut olika samlingar med Göstas visor.
- Grävlingen Gösta, spelad av Dan Johansson, från SVT:s barnprogram Abrakadabra som började sändas 1997.